# نیکولاس هامفری
نیکولاس کینز هامفری (به انگلیسی: Nicholas Keynes Humphrey) (متولد ۲۷ مارس ۱۹۴۳) یک عصب‌روان‌شناس انگلیسی در کمبریج است که به‌دلیل کارهایش در زمینه تکامل هوش و آگاهی اولیه مشهور است.